# Shihua, Hubei
Shihua (kinesiska: 石花, 石花镇) är en köpinghuvudort i Kina. Den ligger i provinsen Hubei, i den centrala delen av landet, omkring 330 kilometer nordväst om provinshuvudstaden Wuhan. Antalet invånare är 108 753. Befolkningen består av 53 917 kvinnor och 54 836 män. Barn under 15 år utgör 17,0 %, vuxna 15-64 år 75 %, och äldre över 65 år 7,0 %.
Runt Shihua är det ganska tätbefolkat, med 214 invånare per kvadratkilometer. Shihua är det största samhället i trakten. Trakten runt Shihua består till största delen av jordbruksmark.
Genomsnittlig årsnederbörd är 940 millimeter. Den regnigaste månaden är augusti, med i genomsnitt 169 mm nederbörd, och den torraste är januari, med 11 mm nederbörd.